# Fisura expuesta
Fisura expuesta es el nombre del primer disco solista perteneciente al músico de rock argentino Juan Subirá; miembro de la banda de rock Bersuit Vergarabat. Fue grabado y lanzado en el año 2008. Este primer disco cuenta con la participación de grandes figuras de la música nacional como Palo Pandolfo, Andrés Calamaro, Gustavo Cordera, Flavio Cianciarulo, Gillespi, Daniel Buira y Carlos Rivero.

## Lista de canciones
| N.º | Título                         | Letras                                                            | Música              | Duración |  |
| 1.  | «Soledades»                    | Juan Carlos Subirá (padre) (extracto de una poesía de su autoría) | Telmo y Juan Subirá | 01:14    |  |
| 2.  | «Al borde»                     | Juan Subirá                                                       | Juan Subirá         | 04:25    |  |
| 3.  | «El tango que no silbó»        | Salvador Batalla y Juan Subirá                                    | Juan Subirá         | 03:38    |  |
| 4.  | «Cayendo arriba»               | Juan Subirá                                                       | Juan Subirá         | 04:31    |  |
| 5.  | «Ilusiones»                    | Alberto Verenzuela                                                | Alberto Verenzuela  | 03:44    |  |
| 6.  | «Relatos de un antisocial»     | Instrumental                                                      | Gabriel Abrego      | 04:10    |  |
| 7.  | «Salvavidas de plomo»          | Juan Subirá                                                       | Pepe Céspedes       | 06:45    |  |
| 8.  | «Milonga del plomero»          | Hugo de la Paz y Juan Subirá                                      | Juan Subirá         | 02:57    |  |
| 9.  | «Estación Constitución»        | Carlos Rivero                                                     | Carlos Rivero       | 04:17    |  |
| 10. | «Clásico día»                  | Juan Subirá                                                       | Juan Subirá         | 03:15    |  |
| 11. | «Grito feliz»                  | Juan Subirá                                                       | Gustavo Cordera     | 04:56    |  |
| 12. | «Menos uno»                    | Juan Subirá                                                       | Juan Subirá         | 03:54    |  |
| 13. | «El túnel»                     | Carlos Boccardo                                                   | Juan Subirá         | 06:48    |  |
| 14. | «Suicidio fallido de un tango» | Instrumental                                                      | Juan Subirá         | 09:18    |  |

## Personal
01. Soledades:                                                
- Piano: Telmo Subirá y Juan Subirá.
- Voz: Telmo (a los dos años).
- Recitado: Tom Lupo.
- Campanas tubulares: Juan Subirá.

02. Al borde:
- Batería: Carlos Martín.
- Bajo y guitarra acústica: Pepe Céspedes.
- Guitarra eléctrica: Oscar Righi.
- Pianos, pad, órgano y voz: Juan Subirá.
- Voz: Gustavo Cordera.
- Coros: Cóndor Sbarbati y Federica Slavich.

03. El tango que no silbó:  
- Programación batería: Juan Subirá y Eduardo Pereyra.
- Bajo sintetizado, piano eléctrico y arpegiador: Juan Subirá.
- Guitarra eléctrica base: Oscar Righi.
- Guitarra eléctrica tangueada: Alberto Verenzuela.
- Bandoneón: Patricio "Tripa" Bonfiglio.
- Voz: Juan Subirá.
- Segunda voz y silbido: Dani Suárez.

04. Cayendo arriba:
- Batería: Andrés Inchausti.
- Bajo: Gabriel Abrego.
- Saxos tenor y soprano: Guillermo Campano.
- Violín: Carlos Boccardo.
- Guitarra eléctrica: Charly Bianco.
- Piano, órgano, pad y cascabeles: Juan Subirá.
- Voz: Adriana Beltrán.
- Segunda voz: Nano Campoliete.

05. Ilusiones:
- Voz y guitarra criolla: Alberto Verenzuela.
- Guitarra eléctrica: Oscar Righi.
- Flutpen: Gillespi.
- Acordeón, pad y órgano: Juan Subirá.

06. Relatos de un antisocial:  
- Batería: Andrés Inchausti.
- Bajo: Gabriel Abrego.
- Saxos tenor y barítono: Guillermo Campano.
- Violín: Carlos Boccardo.
- Trompeta: Leandro Merli.
- Guitarra eléctrica: Alberto Verenzuela.
- Piano, órgano y sintetizador: Juan Subirá.
- Voces: Guadalupe Farías Gómez.

07. Salvavidas de plomo: 
- Batería: Carlos Martín.
- Bajo y guitarra eléctrica: Pepe Céspedes.
- Guitarra eléctrica distorsionada y solo: Oscar Righi.
- Guitarra eléctrica tanguera y armónica: Alberto Verenzuela.
- Piano, órgano y pad: Juan Subirá.
- Voz: Andrés Calamaro.

08. Milonga del plomero:
- Bombo de murga: Alejandro Caraballo.
- Cajón, conga, chéquere, tambor y timbal: Dani Buira.
- Tuba: José Plaza.
- Trombón: Peyo Campoliete.
- Clarinete: Gachi Soler.
- Guitarras criollas: Marcelo Predacino.
- Piano y voz: Juan Subirá.
- Voz: Frichi Fridman.
- Coros finos: Palo Salva.
- Cantos de trabajo: Coro Vieytes.
- Sonido concreto plomería: Hugo de La Paz y Javier Barrera.
- Teatralización con señora enojada: Elina Cutrono y Huguito.

09. Estación Constitución:
- Surdo, timbal de madera, chéquere, tambor con escobillas y demás yerbas: Dani Buira.
- Guitarrón: Carlos Rivero.
- Guitarra criolla: Nahuel Rivero.
- Guitarra criolla y slide: Hernán Kallis.
- Acordeón y órgano: Juan Subirá.
- Voz estribillos: Sergio Rivero.
- Voces: Carlos Rivero y Juan Subirá.
- Coros finos: Guadalupe Farías Gómez y Miguel Suárez.
- Coros gruesos: Claudia Mascheroni, Frichi Fridman, Carlos y Sergio Rivero, y Juan Subirá.

10. Clásico día:
- Batería: Carlos Martín.
- Bajo: Pepe Céspedes.
- Guitarra eléctrica: Oscar Righi.
- Guitarra eléctrica: Alberto Verenzuela.
- Piano y órgano: Juan Subirá.
- Voz: Juan Subirá.
- Voz: Limón García.
- Coros: Dani Suárez y Cóndor Sbarbati.
- Goles: Cóndor, Palo, Limón, Juan José Subirá, Juan Carlos Subirá, Fermín Céspedes, Huguito Alonso y Dani Suárez.

11. Grito feliz:
- Programación batería: Juan Subirá y Eduardo Pereyra.
- Bajo fretless: Flavio Cianciarulo.
- Guitarras acústicas: Marcelo Predacino.
- Teclados: Juan Subirá.
- Percusiones: Carlos Rivero.
- Voz: Gustavo Cordera.
- Voz: Claudia Mascheroni.
- Frase inicial: Tom Lupo.
- Coros: Cóndor Sbarbati.

12. Menos uno:
- Batería: Carlos Martín.
- Bajo: Pepe Céspedes.
- Guitarra eléctrica: Oscar Righi.
- Guitarra eléctrica: Alberto Verenzuela.
- Piano eléctrico, sintetizador y órgano: Juan Subirá.
- Bandoneón: Patricio "Tripa" Bonfiglio.
- Voz: Palo Pandolfo.
- Coros: Palo Salva.

13. El túnel: 
- Batería: Andrés Inchausti.
- Bajo: Gabriel Abrego.
- Saxos barítono, tenor y soprano: Guillermo Campano.
- Piano y teclados, loop chapas y voz: Juan Subirá.
- Trompeta: Gillespi.
- Voz: Carlos Boccardo.

14. Suicidio fallido de un tango:
- Batería: Andrés Inchausti.
- Bajo: Gabriel Abrego.
- Saxos barítono, tenor y soprano: Guillermo Campano.
- Violín: Carlos Boccardo.
- Piano, pad y loop percusión: Juan Subirá.
- Guitarra eléctrica: Martín Pomares.

## Personal técnico
- Ingeniero de grabación: Eduardo Pereyra (compañero de infinitas horas de grabación, con aires de productor artístico).
- 2do Ingeniero de grabación: Martín Mariño.
- Asistentes de estudio: Leo Ghemetti, Agustín Vombassenheim y Martín Mariño.
- Grabaciones adicionales: Martín Pomares.
- Drums' Doctor: Alejandro Pensa.
- Stage: Leandro Pirillo y Julio Furno.
- Fotografía: Salvador Batalla.
- Arte de tapa: Salvador Batalla y María Inés González.
- Foto niños: María Eugenia Montoya.

Este disco fue grabado entre los meses de agosto '07 y enero '08. 
- Mezclado en febrero del '08 por Eduardo Pereyra.
- Masterizado por Osvel Costa y Eduardo Pereyra.

SOÑADO, DISEÑADO Y PRODUCIDO POR: Juan Subirá.

## Dedicatorias
Dedicado a la memoria de todos los detenidos, torturados y desaparecidos en la República Argentina. A la formidable lucha de las Madres, las Abuelas y los Hijos... Especialmente a todos esos seres que todavía desconocen su verdadera identidad y deambulan por el mundo esperando ese instante de resurrección...